# Wiehlův dům (Slaný)
Wiehlův dům je vžité označení pro novorenesanční dům ve Slaném, Wilsonově ulici čp. 560/5, situovaný na nároží Wilsonovy ulice a Divadelní ulice. Dům si pro svou potřebu v letech 1879–1880 postavil podle návrhu významného českého architekta 19. století Antonína Wiehla jeho bratr Julius Wiehl, profesor lesnické školy a úředně oprávněný zeměměřič ve Slaném. Autorem návrhů maleb a sgrafit na fasádě je rovněž Antonín Wiehl. Dům byl postaven na pozemku, který Julius Wiehl odkoupil. Dům je v současnosti ve vlastnictví města Slaný a je zapsán v Ústředním seznamu kulturních památek. Stejné označení Wiehlův dům se používá i pro dům, který si Antonín Wiehl jako stavebník postavil pro sebe v Praze na Václavském náměstí.

## Popis domu

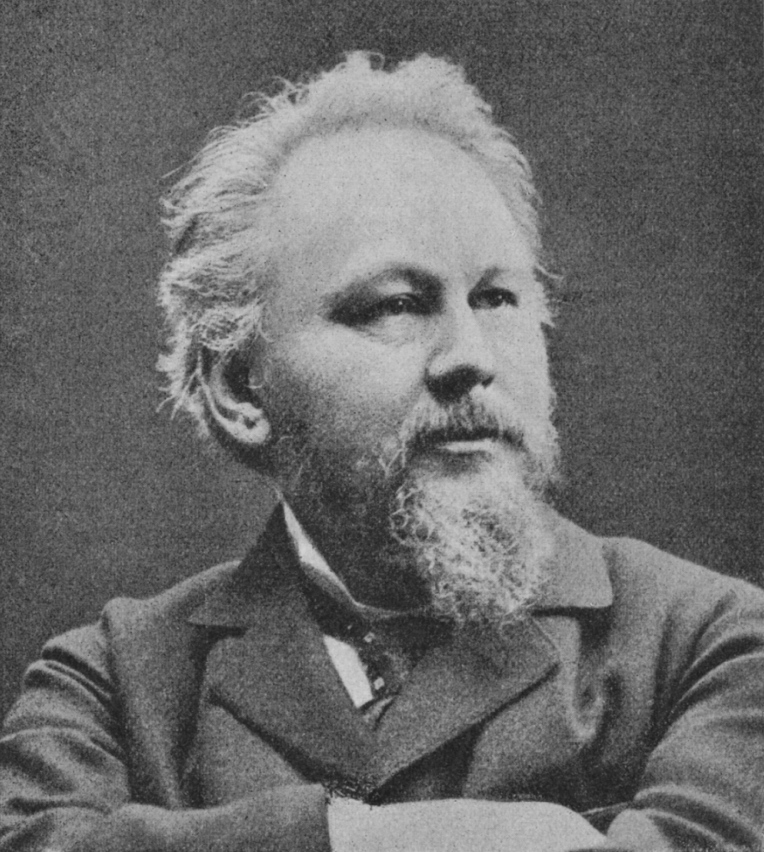
Antonín Wiehl - architekt a bratr stavebníka

Nárožní jednopatrový novorenesanční rodinný dům je situovaný na rohu Wilsonovy a Divadelní ulice (dříve Na katovně) s průčelím do Wilsonovy ulice. Novorenesanční dům má sedm os a na každém nároží průčelí jednoosý nárožní rizalit. Ve střední ose průčelí nad vchodem je v prvním patře balkon. Nároží domu, okna a vchodové dveře na balkon zdobí rustika. Nad okny prvního patra a pod hlavní římsou je vlys, kde v černém pásu jsou vyškrabány sfingy nesoucí lyry, rostlinné a mytologické motivy. Autorem sgrafitová výzdoby a maleb je sám architekt Antonín Wiehl. Na fasádě jsou kombinovány barvy černá a hnědá. Na sgrafitech do Divadelní ulice připomíná stavebníka jeho jméno a doba stavby /AEDIFICAVIT /IULIUS WIEHL / A:D: MDCCCLXXIX/, který nesou sfingy.
Profesi stavebníka symbolizuje zeměměřičské náčiní, sáhovka a úhelník.
Na fasádě průčelí ve vlysu prvního patra rizalitů jsou další latinské nápisy odpovídající oblibě architekta v "mluvící architektuře" sbíral průpovídky na historických stavbách jako nositele „vtipu, humoru, ironie, ale i moudrosti a morálky“Tyto nápisy doplněné o zeměměřičské náčiní nesou opět sfingy. Jako sgrafito je provedeno i číslo popisné domu vyškrabané do černé omítky pod balkonem nad vchodovými dveřmi z Wilsonovy ulice. Antonín Wiehl architektonický návrh na bratrův dům zpracoval poté, kdy v Praze realizoval již pět činžovních domů. Dům ve Slaném však je v této řadě první, kde Wiehl navrhoval výtvarné řešení a sgrafita sám. Obvykle v návrhu pouze vymezil plochu pro sgrafita a malby a svou představu o barvě a námětech a vlastní návrh výtvarné výzdoby svěřil malíři nebo sochaři. Na výzdobě domů, které navrhoval spolupracoval s malíři (Mikolášem Alšem, Františkem Ženíškem, sochaři (Josefem Václavem Myslbekem. Na některých domech a jejich výzdobě spolupracoval s dalším architektem, zejména (Josefem Fantou, Osvaldem Polívkou a v době stavby slánského domu většinou Janem Zeyerem).
Při stavbě svého domu v Praze svěřil návrh maleb Mikoláši Alšovi a návrh sgrafit Josefu Fantovi.

## Historie domu

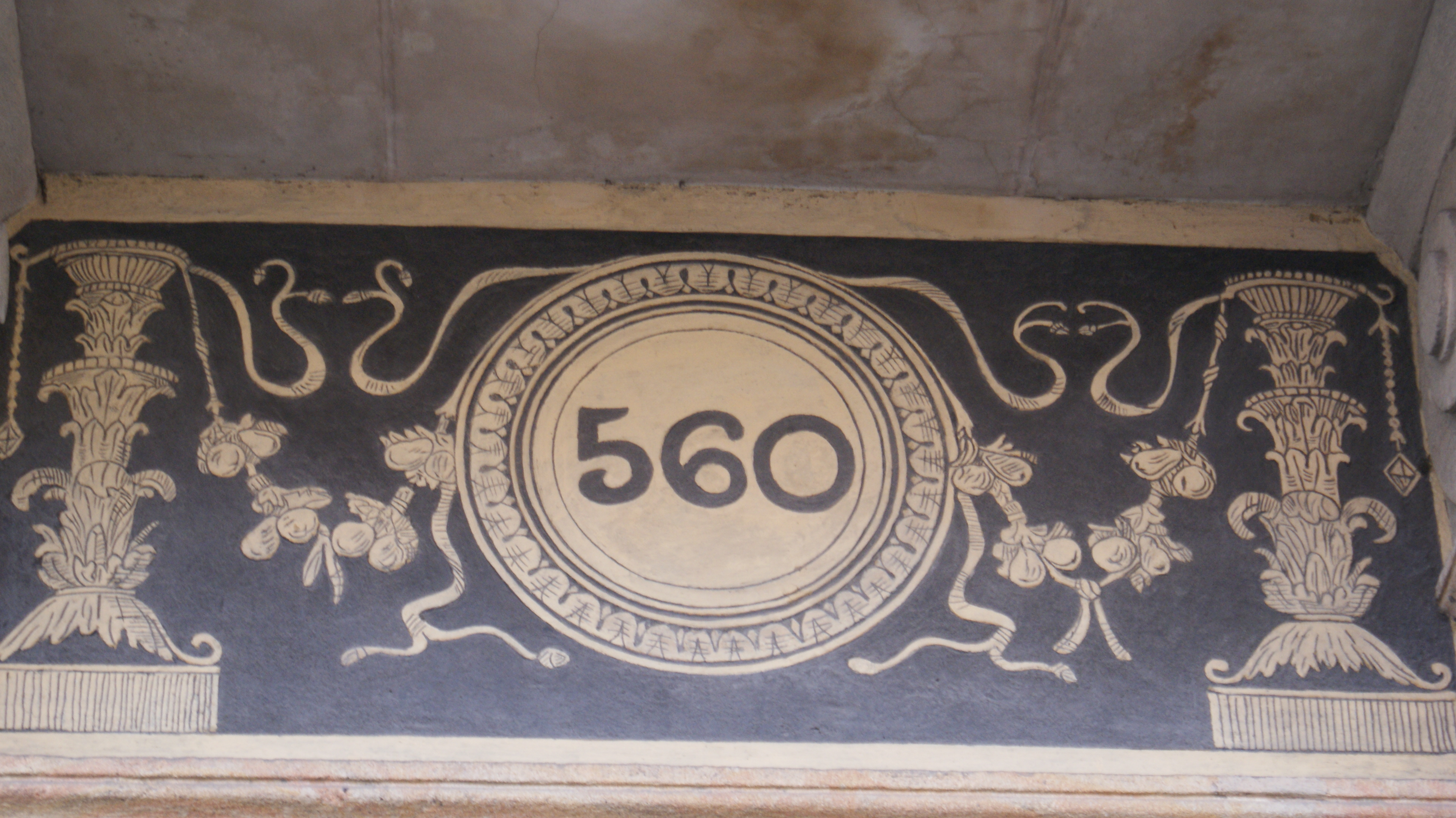
Wiehlův dům Slaný - sgrafita pod balkonem čp. 560

Stavebníkem byl Julius Wiehl, úředně oprávněný zeměměřič ve Slaném. Stavbu domu zahájil v září 1879 a v lednu 1880 byl již dům zkolaudován. 13. února 1879 stavebník Julius Wiehl společně a jeho bratr architekt Antonín Wiehl na setkání s představiteli města Slaný a majiteli sousedních pozemků informovali o záměru. Stavba byla po vydání stavebního povolení zahájena 3. března 1879.
I když realizace Wiehlova návrhu byla poměrně rychlá, zpočátku probíhala s vážnými komplikacemi. Stavebník vedl spor s městem, protože mu byla stanovena omezení (okna směřující na obecní pozemek). Julius Wiehl se odvolal, avšak obecní zastupitelstvo po vystoupení na návrh purkmistra Antonín Prügla Wiehlovo odvolání většinou hlasů zamítlo. Stavebník v další fázi stavbě ignoroval upravené stavební povolení a v srpnu 1879 mu uložilo město Slaný pokutu ve výši 20 zlatých s alternativou při nezaplacení čtyř dnů ve vězení). Stavba pokračovala v září, kdy byl potvrzen výkres se některými změnami zejména pokud se týká tvaru oken (původní projekt v 1. patře měl obdélná okna). Kolaudace nového domu proběhla v lednu 1880. Julius Wiehl zde bydlel pouze krátce. V roce 1890 je uváděn jako žadatel o povolení úprav domu jako vlastník lékař Leopold Wassermann.Sgrafitová výzdoba byla třikrát opravována a čištěna. Poprvé za druhé světové války v roce 1940, v roce 1977 ji opravoval restaurátor Alois Tintěra. V roce 2002 malby a sgrafita opravil restaurátor Lubomír Zeman v rámci oprav domu v letech 2002 – 2005.Wiehlův dům je jedním z významných domů ve Slaném, který spoluvytvářel v 2. polovině 19. století Wilsonovu ulici jako hlavní třídu od náměstí do centra města. Antonín Wiehl se po dokončení bratrova domu v roce účastnil soutěže na návrh stavby Městského divadla ve Slaném na pozemku proti Wiehlovu domu v Divadelní ulici. Návrh zpracoval v roce 1881 Jan Koula. Divadlo bylo navrženo jako klasická palladiovská architektura s velkou nikou a mělo být situováno uprostřed parku.Návrh nebyl přijat, protože neodpovídal představě obecního zastupitelstva o stavbách vytvářejících Wilsonovu ulici jako hlavní třídu do středu města. V roce 1883 bylo divadlo postaveno podle vítězného návrhu architekta Jindřicha Failky.

## Wiehlův dům v současnosti
Pro svou architektonickou hodnotu a význam v historii města je Wiehlův dům zapsán v Ústředním seznamu kulturních památek.Dům je v současnosti ve vlastnictví města Slaný, které financovalo jeho opravu v letech 2002–2005.

## Galerie Wiehlův dům ve Slaném

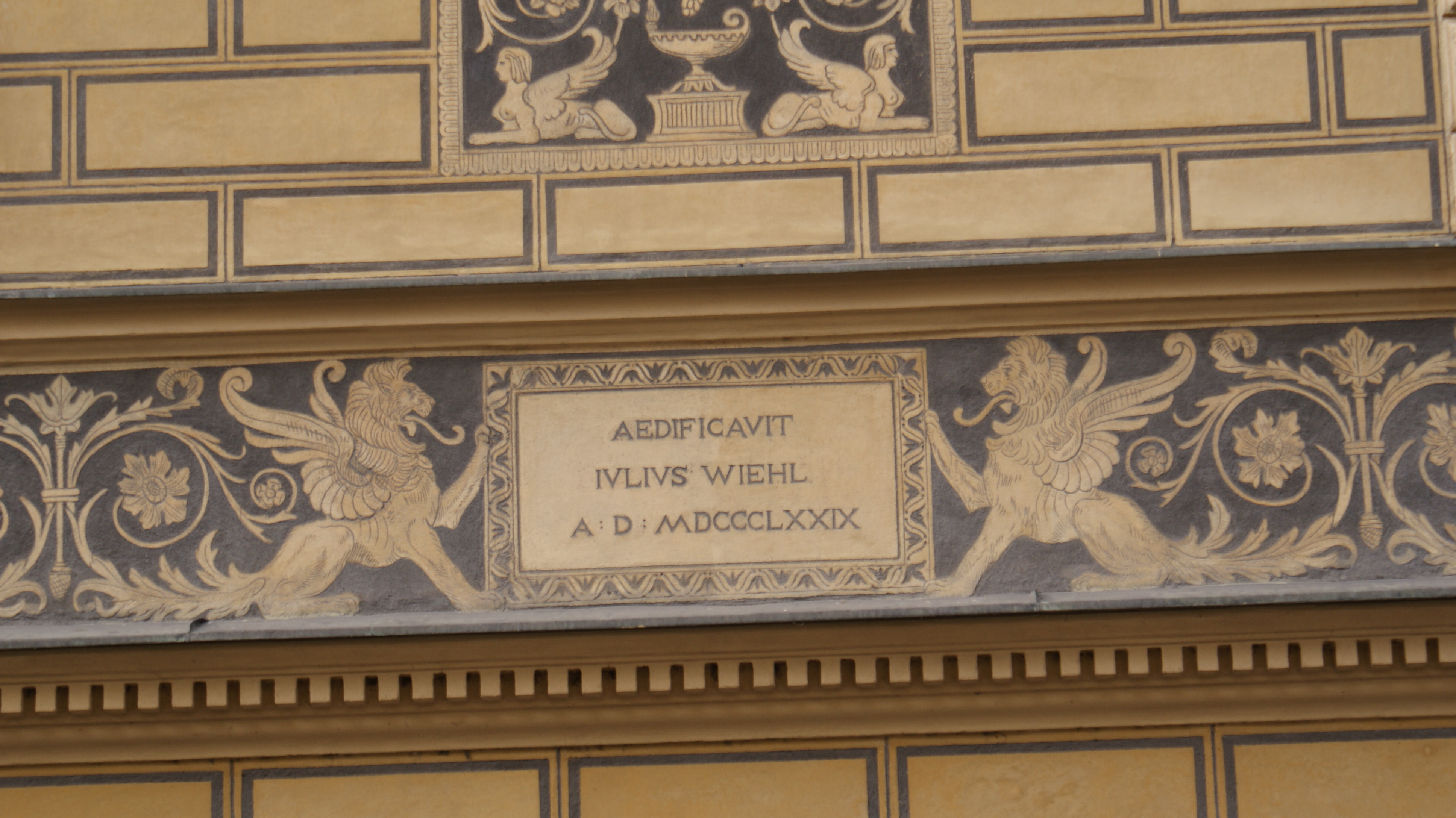
Wiehlův dům Slaný sgrafita se jménem stavebníka z Divadelní ulice
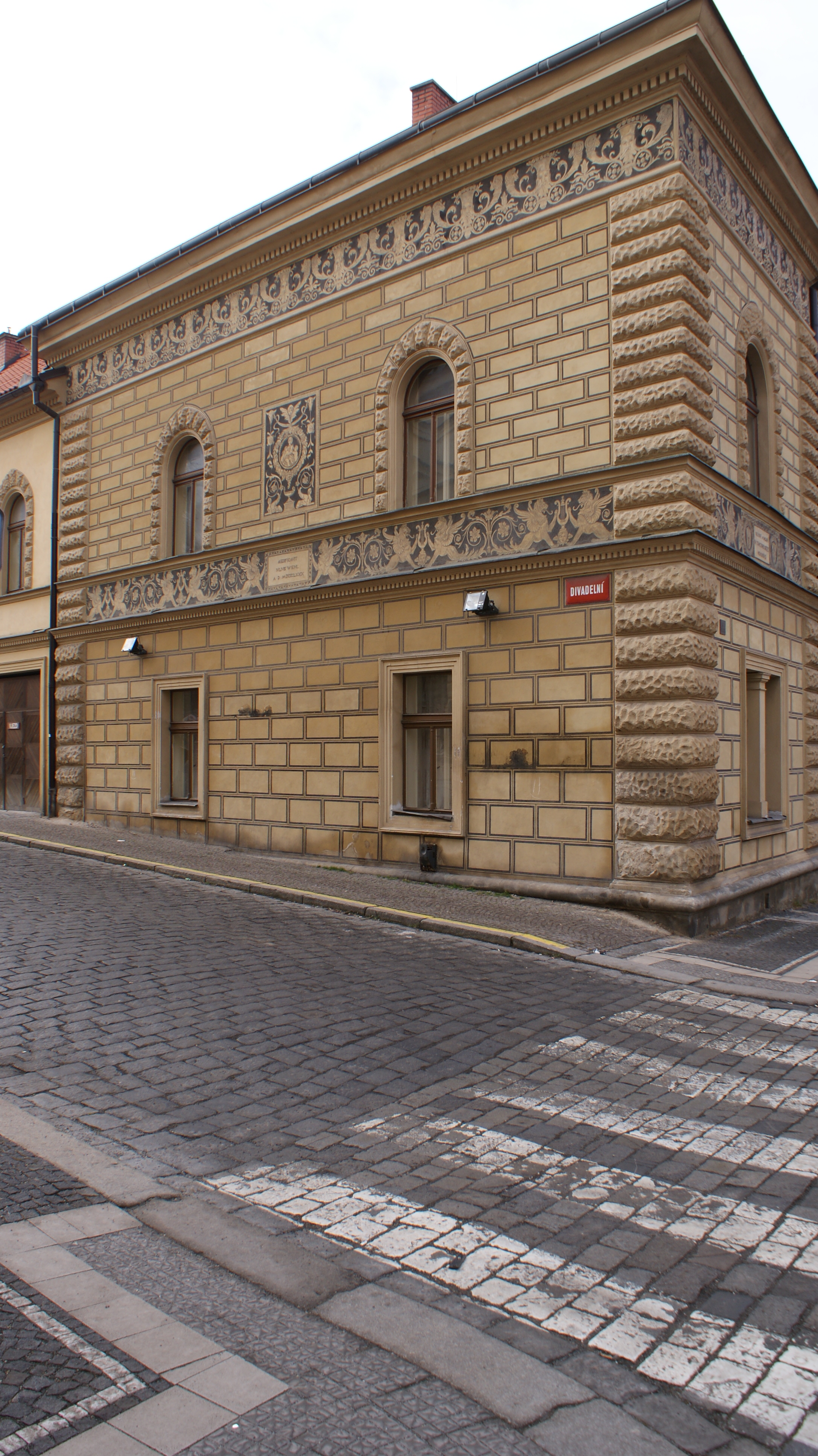
Wiehlův dům Slaný – pohled na nároží a severovýchodní stěnu (Divadelní ulice)
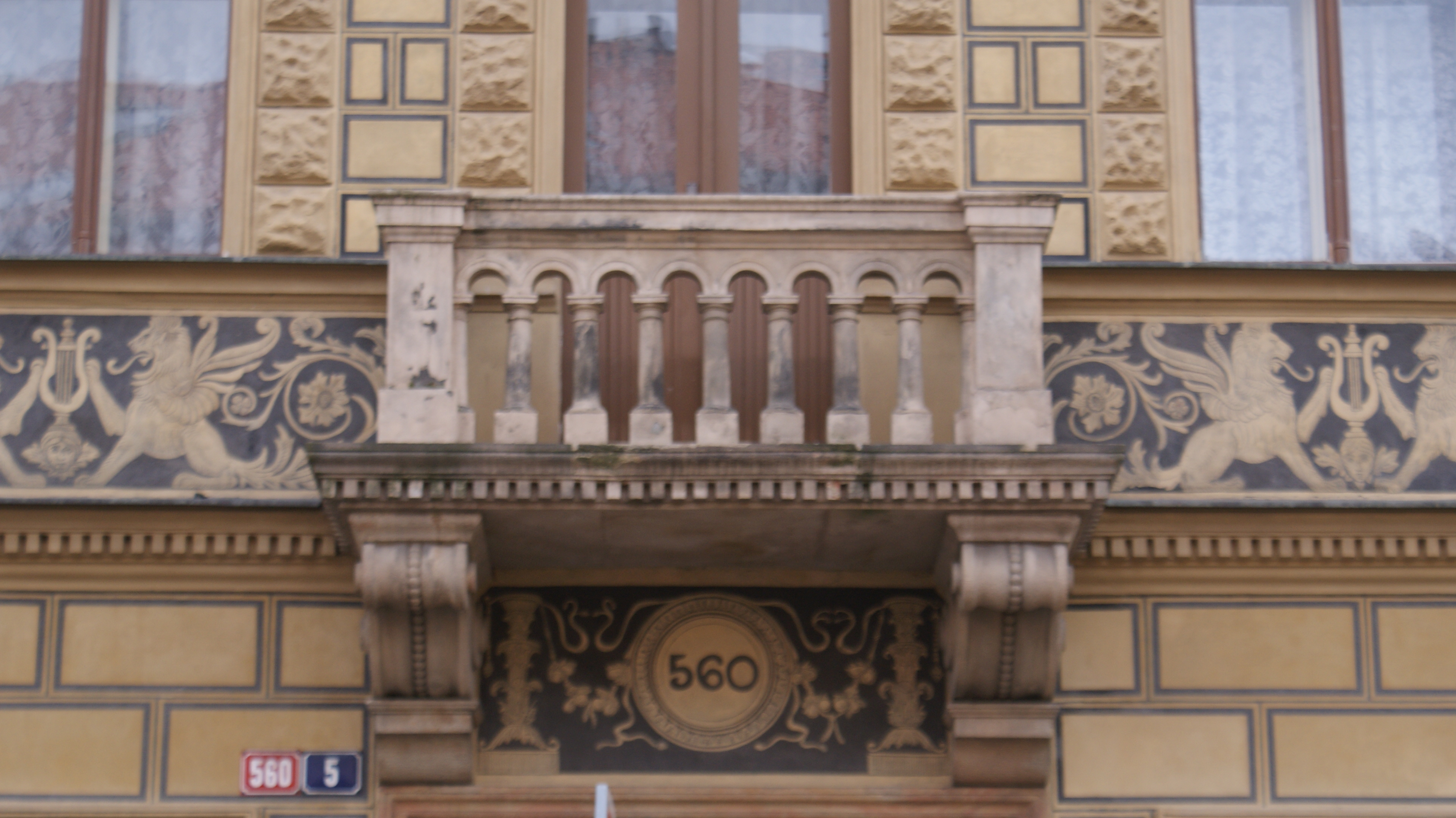
Wiehlův dům Slaný – pohled na balkon z Wilsonovy ulice
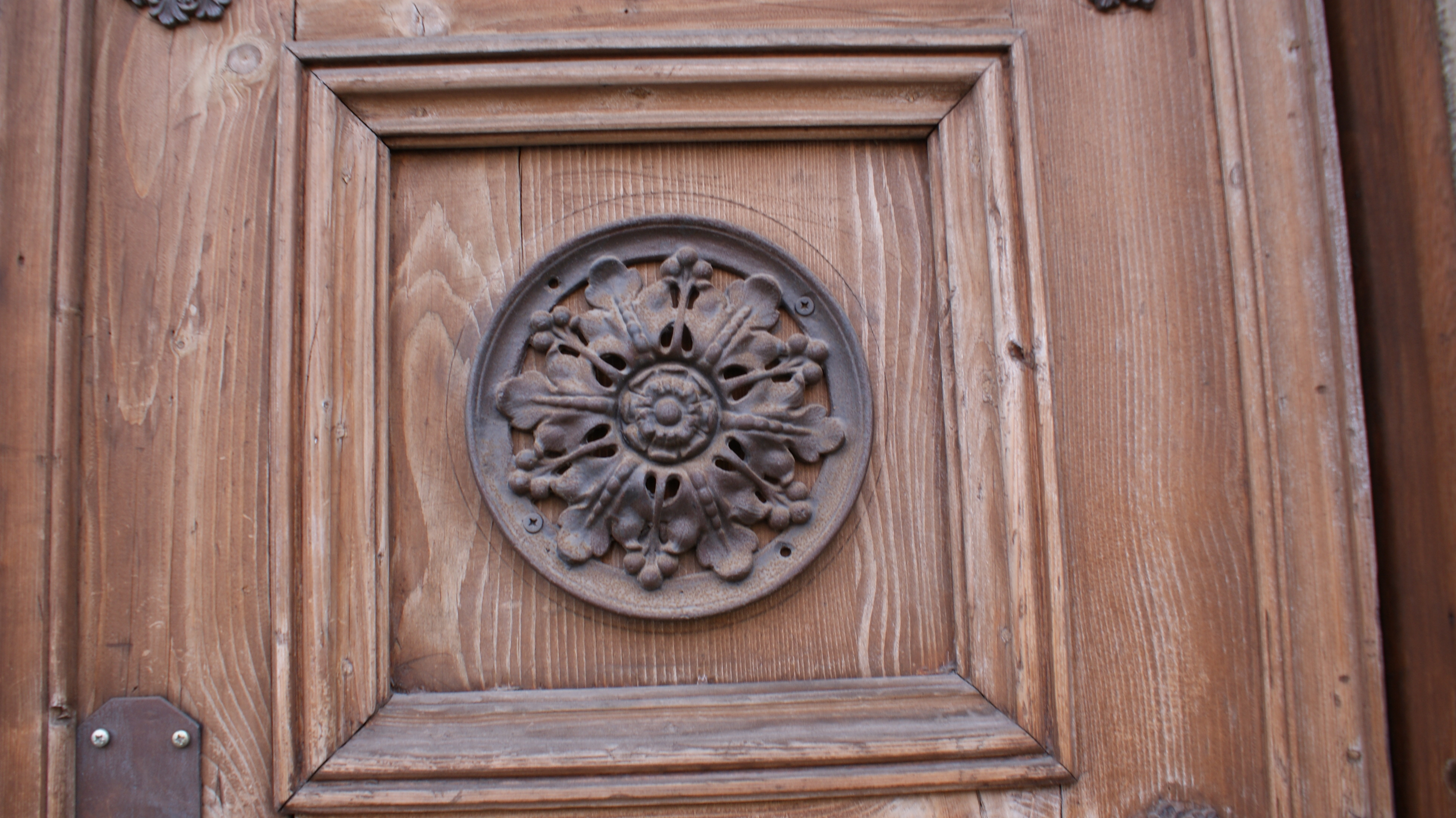
Wiehlův dům Slaný – detail růžice na vchodvých dveřích domu
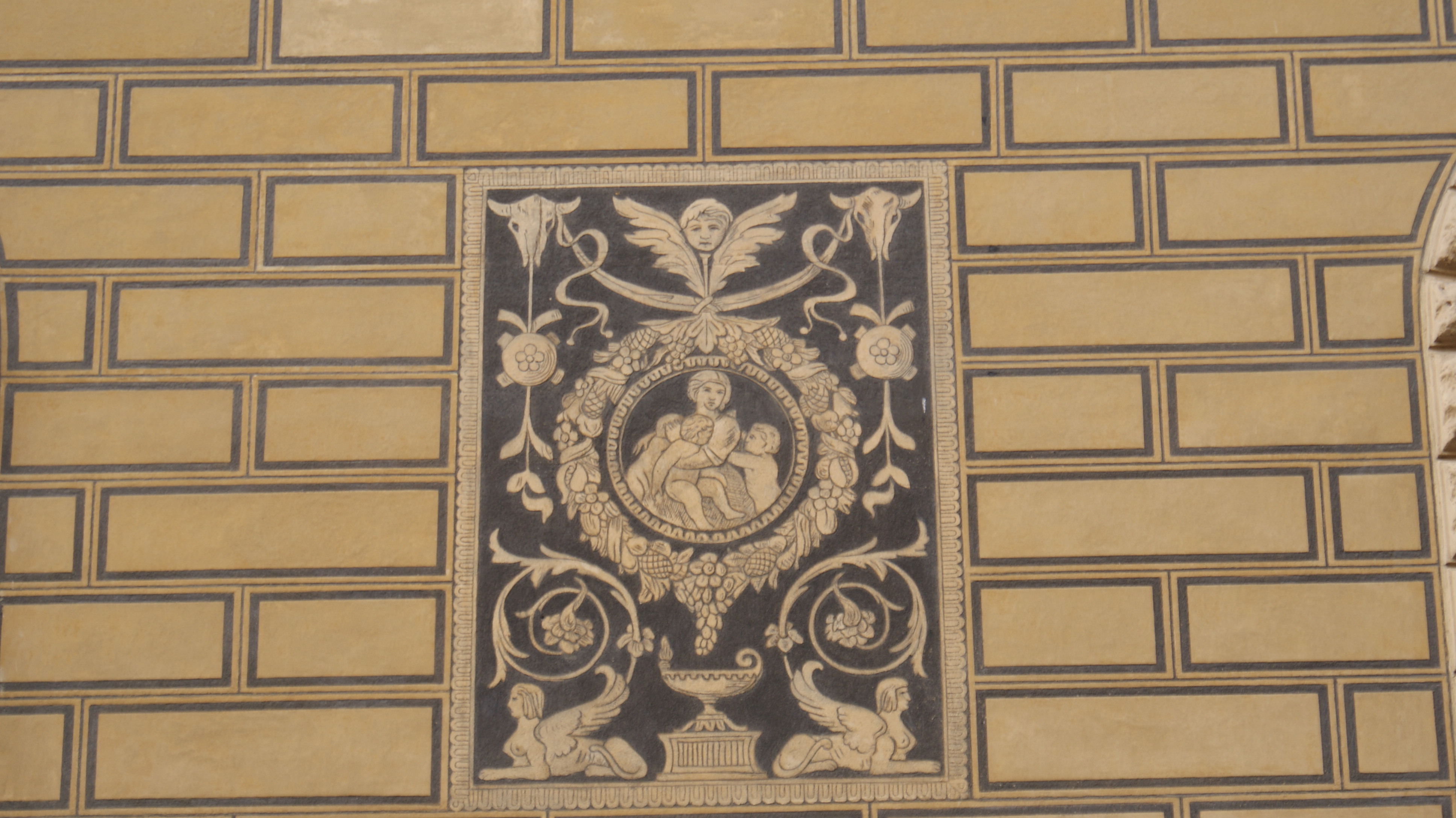
Wiehlův dům Slaný – detail sgrafit z Divadelní ulice